# Louis Kentner
Louis Kentner CBE (Karwin, 19 juillet 1905 – Londres, 23 septembre 1987) est un pianiste hongrois, plus tard britannique, qui a excellé dans les œuvres de Chopin et de Liszt, ainsi que le répertoire hongrois.

## Biographie
Il naît Lajos Kentner à Karwin en Silésie autrichienne (aujourd'hui Karviná, en République tchèque), de parents hongrois. Il commence son éducation musicale dès ses cinq ans, à l'Académie royale de musique de Budapest de 1911 à 1922. Il y étudie avec Arnold Székely (élève d'István Thomán un des étudiants préférés de Liszt) le piano, Hans Koessler et Zoltán Kodály la composition et avec Leó Weiner la musique de chambre.
Kentner commence sa carrière de concertiste à quinze ans. Jusqu'en 1931, il est connu à l'échelle internationale en tant que Ludwig Kentner. En 1932, il reçoit le 5e prix du Concours de piano Frédéric-Chopin à Varsovie ; et remporte un 3e prix Liszt à Budapest, derrière Annie Fischer. Cette année-là outre Fischer et Kentner, le concours regorge de pianistes hongrois aux noms familiers : Andor Földes, György Sándor, Edith Farnadi, Gyulia Karoli et György Faragó. Il s'installe en l'Angleterre dès 1935. L'année suivante il donne son premier  récital Liszt à l'Aeolian Hall, élogieusement critiqué par Constant Lambert qui le « plaçait sans hésitation parmi les six maîtres suprêmes du piano et au second rang derrière Petri comme interprète de Liszt. [...] Ce qui rend le jeu de Kentner si exceptionnel c'est… l'intelligence remarquable et l'instinct musical qui régissent cette facilité. » En mars 1937, il signe un contrat avec Columbia.
Il donne pour la radio l'intégrale des sonates de Beethoven et de Schubert, l'intégrale du Clavier bien tempéré de Bach et l'intégrale des Années de pèlerinage de Franz Liszt. Il est président de l'association Liszt anglaise, de nombreuses années, jusqu'à sa mort. En 1975, il invite le jeune pianiste Argentin, Enrique A. Danowicz, afin de prendre son éducation musicale à la Menuhin School of Music de Londres dont Kentner est à l'époque, le directeur.
À Budapest en 1933, à la demande du compositeur, il assure la première hongroise du second concerto pour piano de Béla Bartók, joué sous la direction d'Otto Klemperer ; la première du Concerto pour deux pianos avec sa première femme Ilona Kabos, dirigé par Adrian Boult en 1942 ; ainsi que la première exécution européenne du troisième concerto, à Londres, le 27 novembre 1946, toujours dirigé par Adrian Boult. Concernant la musique anglaise, il défend les compositeurs Alan Rawsthorne en créant le premier concerto en 1942 et celui de Michael Tippett en 1956. Kentner et Yehudi Menuhin (dont il est le beau-frère par sa seconde épouse) ont donné la première représentation de la Sonate pour violon de William Walton, à Zurich, le 30 septembre 1949 et en 1954 ils effectuent une tournée en Inde. Kentner donne son premier concert aux États-Unis en 1956. En 1978, il est honoré du titre de commander de Ordre de l'Empire britannique (CBE).
Il a joué le Concerto de Varsovie de Richard Addinsell pour la bande son du film Dangerous Moonlight en 1941. Cependant, ses mains ne sont pas montrées et il préfère être non-crédité parce qu'il ne pense pas que le fait d'être associé à la musique de film aiderait sa carrière. cependant, lorsque la pièce a atteint une popularité mondiale, il était heureux de reconnaître son implication.
Il a été membre de nombreux jurys de concours de musique. Il a également composé, y compris des œuvres pour orchestre, de la musique de chambre, des pièces pour piano et des mélodies.

## Vie privée
Sa première femme était la pianiste Ilona Kabos. Après son divorce en 1945, il épouse Griselda Gould, fille de la pianiste Evelyn Suart (Lady Harcourt), dont l'autre fille Diana, danseuse, est devenue la deuxième épouse de Yehudi Menuhin en 1947.

## Écrits
- Louis Kentner (trad. de l'anglais par Marie-Stella Pâris), Piano, Paris, Hatier, coll. « Collection Yehudi Menuhin », 1978, 189 p. (ISBN 2-218-04344-0, OCLC 77329810, BNF 34607935)

## Discographie
Kentner a enregistré Franz Liszt, Frédéric Chopin, Jean-Sébastien Bach, Béla Bartók, Ludwig van Beethoven, Franz Schubert, Johannes Brahms, Sergueï Liapounov, Adolf Schulz-Evler, Wolfgang Amadeus Mozart, etc.
- Beethoven, Sonate no 29 op. 106 ; Chopin, Impromptu no 1, Fantaisie-Impromptu op. 66 ; Liszt, Rhapsodie hongroise no 9, Harmonies Poétiques et Religieuses - Bénédiction de Dieu dans la solitude S.173 (1928-1940, Pearl GEMM CD 9480) (OCLC 931169958)
- Louis Kentner - The Pioneering Liszt Recordings - Vols. 1 & 2 : Rhapsodie hongroise nos 2 & 9, Ballade no 2, Bénédiction de Dieu dans la solitude S.173… ; Grandes études de Paganini S.141, Venezia e Napoli S.162, Czardas macabre S.224…  (1937-1951, Appian/APR 5514 et 5614) (OCLC 36697372)
- Liapounov, 12 Études d’exécution transcendante op. 11 (juin 1949, Appian/APR) (OCLC 49877574)
- Louis Kentner joue Bartók et Liszt - BBC Symphony Orchestra, dir. Adrian Boult (1937-1949, Pearl GEM 148) (OCLC 48656400)
- Liszt, Après une lecture du Dante, fantasia quasi sonata - Sadler's Wells Opera Orchestra, dir. Constant Lambert (20 mars 1940, Dutton) (OCLC 148215119)
- Liszt, Études d’exécution transcendante d'après Paganini (Turnabout) (OCLC 53357345)
- Great Pianists : Louis Kentner joue Liszt, Chopin (Boléro op. 19), Walton (Facade - Valse) et Balakirev (Sonate) (1938-1951, Naxos)
- Louis Kentner joue Liszt : musique pour piano (années 1960/70, 2CD Vox) (OCLC 705329185)
- Mozart, Beethoven, Schubert, Schumann (Hungaroton) (OCLC 932255744)

Musique de chambre
- Bach, Sonate pour violon - Yehudi Menuhin, violon (1951, EMI) (OCLC 876938884)
- Beethoven, Sonates pour violon - Yehudi Menuhin, violon (1952-1955, 3CD EMI 5 74804 2) (OCLC 50750700)